# Епархия Мопти
Епархия Мопти (лат. Dioecesis Moptiensis) — епархия Римско-Католической церкви с центром в городе Мопти, Мали. Епархия Мопти входит в митрополию Бамако.

## История
9 июня 1942 года Святой Престол учредил апостольскую префектуру Мопти, выделив её из апостольского викариата Бамако (сегодня — Архиепархия Бамако).
12 июня 1947 года апостольская префектура Мопти передала часть своей территории для возведения епархии Нуны.
29 сентября 1964 года Римский папа Павел VI издал буллу "More institutoque", которой преобразовал апостольскую префектуру Мопти в епархию.

## Ординарии епархии
- епископ Jean-Marie Lesourd MAfr (1942 — 1947);
- епископ Pierre Louis Leclerc MAfr (1947 — 1949);
- епископ Renato Landru MAfr (1950 — 1964);
- епископ Georges Biard MAfr (1964 — 1988);
- епископ Жан Зербо (1994 — 1998);
- епископ Georges Fonghoro (1999 — по настоящее время).